# Zoothera
Genre
Le genre Zoothera regroupe de nombreuses grives asiatiques, oiseaux appartenant à la famille des Turdidae.

## Liste des espèces
Selon la classification de référence du Congrès ornithologique international (version 14.1, 2024) :
- Zoothera heinrichi – Grive des Célèbes
- Zoothera everetti – Grive d'Everett
- Zoothera andromedae – Grive andromède
- Zoothera mollissima – Grive de Hodgson
- Zoothera dixoni – Grive de Dixon
- Zoothera aurea – Grive dorée
- Zoothera major – Grive d'Amami
- Zoothera dauma – Grive dama
- †Zoothera terrestris – Grive des Bonin
- Zoothera neilgherriensis – (?)
- Zoothera imbricata – Grive de Ceylan
- Zoothera machiki – Grive à poitrine fauve
- Zoothera heinei – Grive de Heine
- Zoothera lunulata – Grive à lunules
- Zoothera talaseae – Grive de Nouvelle-Bretagne
- Zoothera margaretae – Grive des Salomon
- Zoothera turipavae – Grive de Guadalcanal
- Zoothera monticola – Grive montagnarde
- Zoothera marginata – Grive à grand bec
- Zoothera salimalii – Grive de Salim Ali
- Zoothera griseiceps – Grive du Sichuan

Parmi celles-ci, une espèce éteinte :
- †Zoothera terrestris – Grive des Bonin

Dans les versions précédentes de cette taxinomie s'ajoutaient :
- Zoothera kibalensis – Grive de Kibale - maintenant incorporée dans Geokichla camaronensis
- Zoothera schistacea – Grive schistacée - maintenant nommée Geokichla schistacea
- Zoothera dumasi – Grive de Dumas - maintenant nommée Geokichla dumasi
- Zoothera joiceyi – Grive de Céram - maintenant nommée Geokichla joiceyi
- Zoothera interpres – Grive de Kuhl - maintenant nommée Geokichla interpres
- Zoothera leucolaema – Grive d'Enggano - maintenant nommée Geokichla leucolaema
- Zoothera erythronota – Grive à dos roux - maintenant nommée Geokichla erythronota
- Zoothera mendeni – Grive de Menden - maintenant nommée Geokichla mendeni
- Zoothera dohertyi – Grive de Doherty - maintenant nommée Geokichla dohertyi
- Zoothera wardii – Grive de Ward - maintenant nommée Geokichla wardii
- Zoothera cinerea – Grive cendrée - maintenant nommée Geokichla cinerea
- Zoothera peronii – Grive de Péron - maintenant nommée Geokichla peronii
- Zoothera citrina – Grive à tête orange - maintenant nommée Geokichla citrina
- Zoothera sibirica – Grive de Sibérie - maintenant nommée Geokichla sibirica
- Zoothera piaggiae – Grive de Piaggia - maintenant nommée Geokichla piaggiae
- Zoothera crossleyi – Grive de Crossley - maintenant nommée Geokichla crossleyi
- Zoothera gurneyi – Grive de Gurney - maintenant nommée Geokichla gurneyi
- Zoothera oberlaenderi – Grive d'Oberlaender - maintenant nommée Geokichla oberlaenderi
- Zoothera camaronensis – Grive du Cameroun - maintenant nommée Geokichla camaronensis
- Zoothera princei – Grive olivâtre - maintenant nommée Geokichla princei
- Zoothera guttata – Grive tachetée - maintenant nommée Geokichla guttata
- Zoothera spiloptera – Grive à ailes tachetées - maintenant nommée Geokichla spiloptera